# Дамара (планинска земя)
Дамара, Дамараленд (на английски: Damaraland) е планинска земя в Южна Африка, заемаща централната част на Намибия. Простира се на около 600 km от север на юг между, 19 и 25° ю.ш. На запад стръмно се спуска към пустинята Намиб, а на изток полегато се понижава към равнините на Калахари. Преобладаващите височини са между 1000 и 1500 m. Максималната височина е връх Кьонингщайн 2606 m, издигащ се в най-северната част на планинската земя, в масива Брандберг. Други характерни масиви са: Еронго (2500 m), Хуос (1910 m), Кхомас (2483 m), Ноуклуфберге (2149 m), Царис (2019 m), Шварцранд (2039 m), Вайсранд и др. Климатът е тропичен, полупустинен. Годишната сума на валежите е от 250 до 500 mm. Цялата планинска земя е дълбоко разчленена от сухи речни долини (Свакоп, Куйсеб, Фиш и др.), в които вода тече епизодично. Източните части са заети от опустинена савана, а западните – от тревисто-храстови и сукулентни пустини.